# Journal intime d'un tueur en série
Journal intime d'un tueur en série (titre original : Rough Draft) est un film américain réalisé par Joshua Wallace et Alan Jacobs, sorti en 1998.

## Synopsis
Un soir de pluie, le journaliste Nelson Keece est témoin du meurtre atroce d'une jeune fille dans une ruelle. 
Curieux des mobiles du tueur en série Stefan, il conduit un marché avec lui. En échange d'interviews, il doit, aussi longtemps que cela dure, jouer le rôle de confesseur. Nelson se plonge de plus en plus dans cet enfer et son sens de la réalité commence à s'effriter quand son amie le quitte. 
Quand le détective Haynes le soupçonne également de meurtre, son univers s'effondre. Jusqu'où Nelson veut-il aller ? Connaît il encore la limite entre sa fascination morbide et sa responsabilité morale ? 
Alors qu'il se débat avec ces questions, Stefan prépare un nouveau meurtre...

## Fiche technique
- Titre original : Rough Draft ou Diary of a Serial Killer
- Titre français : Journal intime d'un tueur en série
- Réalisateur : Joshua Wallace et Alan Jacobs
- Scénario : Jennifer Badman-Stewart
- Genre : Thriller
- Durée : 95 minutes
- Sortie : 1998

## Distribution
- Gary Busey : Nelson Keece
- Michael Madsen : le détective Haynes
- Arnold Vosloo  : le tueur Stefan